# Pehuajó (Buenos Aires)
Pehuajó is een plaats in het Argentijnse bestuurlijke gebied Pehuajó in de provincie Buenos Aires. De plaats telt 29.639 inwoners.

## Geboren
- Fernando Paternoster (1903-1967), voetballer en voetbalcoach
- Renato Civelli (1983), voetballer

## Galerij

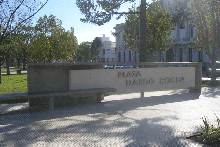
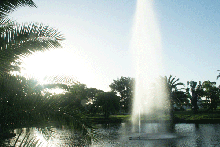